# Il Molière
Il Molière è un'opera teatrale in cinque atti in versi martelliani di Carlo Goldoni scritta nel 1751 e rappresentata per la prima volta nell'estate di quell'anno al Teatro Carignano di Torino, dove fu ben accolta.
Realizzata dopo la fatica delle 16 commedie scritte in un solo anno per il capocomico Girolamo Medebach, è la prima commedia composta dal commediografo veneziano in versi martelliani. Si legge nella prefazione all'edizione a stampa: Benché sia la prima che io ho composta in tal metro, è forse di tutte la più tollerabile, e la meno sagrificata alla schiavitù della rima.
È questa anche la prima delle tre commedie scritte da Goldoni per celebrare la vita di uno commediografo del passato. Seguiranno Terenzio nel 1754 e Torquato Tasso nel 1755.

## Trama
Parigi, casa di Molière. L'infido Pirlone si introduce nella casa del grande commediografo francese e rivela all'attrice Béjard che Molière è innamorato della figlia di lei, e la convince a lasciare il suo compagno e direttore. Fa lo stesso con Isabella, e le fa vedere lo stato di commediante come strada della perdizione. Tenta dunque di sedurre la domestica Foresta, che però, più sveglia del padrone, riuscirà a smascherare l'impostore.

## Poetica
La commedia si ispira alla vita di Molière e alla sua commedia Il Tartuffo. Precisò Goldoni nei suoi Mémoires: Conoscevo benissimo Molière, e rispettavo questo maestro dell’arte al pari dei Piemontesi; per questo appunto mi venne voglia di dar loro sopra di ciò una prova convincentissima. Composi subito una commedia in cinque atti e in versi, a scena fissa e senza maschere, il cui titolo e soggetto principale era Molière medesimo. Due aneddoti della sua vita privata me ne porsero argomento. Il primo è il suo matrimonio ideato con Isabella, figlia della Béjard, e l’altro la proibizione del Tartufo.